# 石塚絵里子
石塚 絵里子（いしづか えりこ、1975年2月11日 ‐ ）は、青森朝日放送（ABA）の元記者、同局の元アナウンサーで、気象予報士。

## 人物
青森県出身。弘前大学理工学部卒業後、2003年、パーソナリティ専属契約として青森朝日放送（ABA）に入社。2010年よりアナウンサーとして活動。2018年3月末をもってアナウンサー業を終え、4月から同社弘前地区（主として津軽エリア）の記者に異動。記者になった後もナレーション業務やJチャンABAにも気象予報士の資格を生かして特集にも登場していた。※ABA公式YouTubeに特集コーナーがアップされていたこともある。
- 取得資格は、気象予報士。
- 趣味は、空をみること。
- 特技は、ピアノ演奏。

（アナウンサー時代のプロフィールより）

## 担当番組

### 青森朝日放送
- スーパーJチャンネルABA

　※先述しているがアナウンス業務から異動後も当番組には記者や、弘前エリアの特集、気象予報士として気象関連の特集・専門として登場することもある。
- 夢はここから生放送 ハッピィ※ナレーション担当（一度だけ、スタジオ出演したことがある）

### フリーアナウンサー
- Live News あきた　-- 天気情報担当

| スタブアイコン | サブスタブ | この項目は、まだ閲覧者の調べものの参照としては役立たない、アナウンサーに関連した書きかけの項目です。この項目を加筆・訂正などしてくださる協力者を求めています（PJ:アナウンサー）。 |